# Severoněmecký spolek
Severoněmecký spolek nebo Severoněmecká konfederace (německy Norddeutscher Bund) byl konfederací (spolkem) severoněmeckých států nacházejících se severně od řeky Mohan. Existoval v letech 1867–1871.

## Historie
Severoněmecký spolek vznikl v roce 1867 po prusko-rakouské válce a byl nástupcem Německého spolku, zahrnoval však jen severněji položené státy. Spolek tvořil základ pro budoucí Německé císařství, jehož byl přímým předchůdcem. Hlavní roli ve spolku mělo samozřejmě Prusko, jež bylo také majoritní silou jak vojensky, tak rozlohou a ve spolkovém parlamentu mělo 17 ze 43 hlasů. Již v roce 1866 se politicky postupně ze spolku (konfederace) stala federace.[zdroj?]
Součástí spolku byly všechny německé státy respektive státy jež byly předtím součástí Německého spolku, kromě Rakouska (včetně Českých zemí), Bavorska, Württemberska, Bádenska a jižních částí Hesenska. Hesensko (Hesenské velkovévodství) respektive Hesensko-Darmstadtsko, jehož severně od řeky Mohan ležící polovička se v roce 1867 stala také součástí Severoněmeckého spolku, bylo z poloviny nezávislým státem a z poloviny členem spolku, takže jeho jižní část zůstávala mimo. Jediným územím jižně od řeky Mohan, jež tou dobou bylo pevnou součástí Pruska, bylo Hohenzollernsko.
Jeho sněm (parlament) zasedal v Berlíně. Jediným prezidentem spolku byl pruský král Vilém I. a kancléřem byl Otto von Bismarck.
Severoněmecký spolek zanikl sjednocením Německa, když bylo 18. ledna 1871 v zrcadlovém sále ve Versailles po vítězství Severoněmeckého spolku a spojeneckých jihoněmeckých států v prusko-francouzské válce vyhlášeno Německé císařství.